# Cerfennia perplexa
Cerfennia perplexa är en insektsart som först beskrevs av Walker 1858.  Cerfennia perplexa ingår i släktet Cerfennia och familjen Flatidae. Inga underarter finns listade i Catalogue of Life.